# ميس أمبوني
ميس أمبوني (الاسم العلمي: Celtis amboinensis) هو نوع نباتي يتبع جنس الميس من فصيلة القنبية.